# Gewerk
Als Gewerk bezeichnet man handwerkliche und bautechnische Arbeiten im Bauwesen.
Im Bauwesen umfasst ein Gewerk im Allgemeinen die Arbeiten, die einem in sich geschlossenen Bauleistungsbereich zuzuordnen sind. Im Baubereich bilden handwerkliche (HWK) und industriell (IHK) geprägte Berufsbilder in der Regel die berufsprägenden Tätigkeiten der Gewerke ab. Die Vergabe- und Vertragsordnung für Bauleistungen (VOB) nimmt im Teil C ebenfalls eine Unterteilung der Gewerke vor und beschreibt die jeweiligen allgemeinen technischen Vertragsbedingungen für Bauleistungen. Die Gewerkeeinteilung der VOB/C geht aber meist tiefer als die typischen Vergabeeinheiten bei der gewerksweisen Vergabe. Die öffentlichen Auftraggeber sind im Regelfall zur gewerksweisen Vergabe verpflichtet. Private Auftraggeber können auch komplette Bauleistungen an einen Generalunternehmer vergeben oder Gewerke zusammengefasst ausschreiben.
Die VOB unterscheidet in §3a VOB Teil A in folgende Klassen oder Gruppen von Gewerken:
- Landschaftsbau
- Tiefbau
- Verkehrswegebau
- Ingenieurbau (gemeint ist Brückenbau)
- Ausbaugewerke
- Rohbau ("alle übrigen Gewerke")

Die Unterscheidung, ob ein Gewerk dem Ausbau oder dem Rohbau zuzurechnen ist, ist für den öffentlichen Auftraggeber fundamental, da die Schwellenwerte für die Ausschreibung und Vergabe bei 50.000 oder entsprechend 100.000 Euro liegen. Die VOB selber enthält jedoch keine Rechtsdefinition, welches Gewerk konkret dem Roh- oder Ausbau zuzurechnen ist. 
Die aktuelle VOB 2019 beschreibt 65 Gewerke. Die Ur-VOB von 1926 kannte nur 38 Gewerke.

## Klassische Gewerke
Für die folgenden Gewerke bestehen keine allgemein anerkannten, niedergeschriebenen technische Regeln. Durch die Industrialisierung des Bauwesens gingen diese Berufe unter:
- Steinhauer
- Leyendecker
- Plattner
- Punkteur
- Röhrmeister
- Schindelmacher
- Steinrichter
- Kesselschmied
- Kleiber

Im Gegensatz dazu gibt es u. a. folgende konstante Gewerke am Bau, die seit 1926 technisch normiert sind und deren Aufmaß und Abrechnung ständig aktualisiert werden:
Erbarbeiten, Mauerarbeiten, Beton- und Stahlbetonarbeiten, Klempnerarbeiten, Putz- und Stuckarbeiten, Tischlerarbeiten, Verglasungsarbeiten. 

## Aktuelle Gewerke am Bau nach VOB und DIN
In den Kommentierungen zur VOB wird klar, dass Ausbaugewerke alle Gewerke sind, die nach dem Rohbau beginnen (vgl. Kommentar Müller-Wrede). Zum Rohbau zählen demnach alle Bauarbeiten bis zur Fertigstellung der tragenden Teile, Schornsteine, Brandwände, notwendiger Treppen sowie der Dachkonstruktion (vgl. Kommentar Kapellmann/Messerschmidt). Die VOB nennt demnach u. a. folgende Roh- und Ausbaugewerke.

### Rohbaugewerke
- Erdarbeiten nach DIN 18300
- Mauerarbeiten nach DIN 18330 (gemeint sind Maurer)
- Betonarbeiten nach DIN 18331
- Zimmer- und Holzbauarbeiten nach DIN 18334 (gemeint sind Zimmerer)
- Dachdeckungsarbeiten nach DIN 18338
- Abbruch- und Rückbauarbeiten nach DIN 18459

### Ausbaugewerke
- Naturwerksteinarbeiten nach DIN 18332
- Klempnerarbeiten nach DIN 18339
- Trockenbauarbeiten nach DIN 18340
- Wärmedämmverbundsysteme nach DIN 18345
- Putz- und Stuckarbeiten nach DIN 18350
- Vorgehängte Hinterlüftete Fassaden nach DIN 18351
- Fliesen- und Plattenarbeiten nach DIN 18352
- Estricharbeiten nach DIN 18353
- Tischlerarbeiten nach DIN 18355
- Maler- und Lackierarbeiten nach DIN 18363
- Gas-, Wasser- und Entwässerungsarbeiten nach DIN 18381